# Перемішування (математика)

Перемішування кольорового пластиліну у кульці, що піддається послідовним відображенням Підкови Смейла.

У теорії динамічних систем, перемішування — властивість системи «забувати» інформацію про початкові умови з плином часу. Більш точно, розрізняють топологічне і метричне перемішування. Перше належить до теорії неперервних систем і, грубо кажучи, стверджує, що наскільки б точно не було відомо початкове положення точки, з плином часу можливе її місцезнаходження стає все більш і щільнішою множиною. Друге належить до теорії вимірних систем — систем, що зберігають деяку міру {\displaystyle \mu } — і стверджує, що розподіл абсолютно безперервної міри щодо {\displaystyle \ mu} (наприклад, обмеження {\displaystyle \mu } на заданій підмножині початкових умов) при ітераціях прямує до самої міри {\displaystyle \mu }.

## Визначення

### Топологічне перемішування
За визначенням, (неперервна) динамічна система {\displaystyle f:X\to X} називається топологічно перемішуючою, якщо для будь-яких двох непорожніх відкритих множин {\displaystyle A,B\subset X} виконується
{\displaystyle \exists N:\quad \forall n\geq N\quad f^{n}(A)\cap B\neq \emptyset ,}
або, в інакшому вигляді,
{\displaystyle \exists N:\quad \forall n\geq N\quad A\cap f^{-n}(B)\neq \emptyset ,}
Це означає що для будь-яких заданих {\displaystyle \varepsilon >0} і непорожньої відкритої множини {\displaystyle A} всі ітерації {\displaystyle A} з достатньо великим номером виявляються {\displaystyle \varepsilon }-щільні у фазовому просторі.
Топологічне перемішування є сильнішою властивістю, ніє транзитивність. Так, ірраціональний поворот кола транзитивний, але не перемішує.

### Метричне перемішування
За визначенням, вимірюване відображення {\displaystyle f:(X,{\mathcal {A}},\mu )\to (X,{\mathcal {A}},\mu )}, що зберігає міру називається метрично перемішуючим, якщо для будь-яких двох вимірюваних множин {\displaystyle A,B\in {\mathcal {A}}} виконується
{\displaystyle \mu (f^{-n}(A)\cap B)\to \mu (A)\mu (B),\quad n\to \infty .}
У термінах інтегрованих функцій, це рівнозначне тому, що для будь-яких двох функцій {\displaystyle \varphi ,\psi \in L_{2}(X,\mu )} виконується
{\displaystyle \int _{X}\varphi (f^{n}(x))\psi (x)\,d\mu (x)\to \int _{X}\varphi \,d\mu \cdot \int _{X}\psi \,d\mu .}
ергодичність міри {\displaystyle \mu } є необхідною, але не достатньою умовою метричного перемішування. Так, ірраціональний поворот кола зберігає ергодичну для нього міру Лебега, але не є метрично перемішуючим.